# پرتکشن (کانزاس)
پرتکشن (به انگلیسی: Protection) شهری در ایالت کانزاس کشور ایالات متحده آمریکا است که جمعیت آن در سرشماری سال ۲۰۱۰ میلادی، ۵۱۴ نفر بوده‌است.